# 에스타디오 엘 캄핀
에스타디오 네메시오 카마초(스페인어: Estadio Nemesio Camacho) 또는 에스타디오 엘 캄핀(Estadio El Campín)은 콜롬비아 보고타에 위치한 경기장으로 수용 인원은 36,343명이다. 미요나리오스 FC, 인데펜디엔테 산타페의 홈 구장으로 사용되고 있다. 2021년에는 2021년 코파 아메리카가 개최될 예정이다.
경기장 이름은 보고타의 노면전차 시스템을 경영했던 콜롬비아의 정치인인 네메시오 카마초(Nemesio Camacho)에서 유래된 이름인데 네메시오 카마초는 경기장 부지로 사용될 토지를 제공했던 루이스 카마초(Luis Camacho)의 아버지이기도 하다. 경기장의 별칭인 "엘 캄핀"은 경기장이 들어서기 이전에 야영 지대가 있었기 때문에 유래된 이름이다.